# Вагон-прачечная
Вагон-прачечная — тип железнодорожного подвижного состава, специальный вагон, предназначенный для дезинфекции, стирки белья и одежды. Используется в условиях войны или катастрофы (эпидемия, землетрясение и т. д.). Эксплуатируется, как правило, в составе банно-прачечно-дезинфекционного поезда (БПДП). Современные вагоны-прачечные могут также использоваться автономно, при условии обеспечения электроэнергией и водой, а также в составе рабочих (служебных, в состав которых включается также вагон-электростанция) поездов в отдалённых местностях, в том числе вдали от населённых пунктов.
В современной России вагоны-прачечные производятся на Тверском вагоностроительном заводе.